# 도구적 이성 비판
《도구적 이성 비판》은 프랑크푸르트 학파의 철학자인 막스 호르크하이머의 1947년 저작이다. 뉴욕에서 발간된 원본은 영어로 작성되었으며, 제목은 《이성의 상실》(Eclipse of Reason)이었다. 이를 알프레드 슈미트(Alfred Schmidt)가 독일어로 번역하여 1967년에 출판한 책의 제목이 바로 《도구적 이성 비판》(Zur Kritik der instrumentellen Vernunft)이다.

## 내용
《도구적 이성 비판》은 총 다섯 개의 장으로 구성되어 있다. 각 장은 유기적인 구조라기보다 독자적인 성격을 갖고 있다. 1장 ‘목적과 수단’에서는 현대 사회의 도구적 이성의 특징을 명확히 드러내는 철학적 논의가 이루어진다. 2장 ‘상충하는 만병통치약들’에서는 실증주의와 신토마스주의를 모두 비판하면서 이 사상들의 이데올로기적 측면을 지적한다. 3장 ‘자연의 폭동’은 인간이 자연을 지배하려는 시도와 그로 인해 인간 까지도 지배하는 과정을 설명한다. 4장 ‘개인의 상승과 몰락’은 현대 사회에서 어떻게 개별성이 무너지는지 보여준다. 5장 ‘철학의 개념’에서는 철학이 사회에서 ‘부정으로서의 철학’의 역할을 해야 함을 주장한다.
《도구적 이성 비판》은 현대 사회의 이성 개념을 ‘주관적 이성’이라고 정의하고, 이를 ‘객관적 이성’ 개념과 대비시킨다. 주관적 이성은 대상을 분류하고 계산하고 논리적 관계를 따지는 이성의 능력이다. 주관적 이성의 능력은 오래전부터 이성의 중요한 능력 중 하나였다. 주관적 이성은 목적과 관계하지 않으며, 어떤 목적에 가장 적합한 수단을 찾아내는 데 주력한다. 주관적 이성이 관심을 갖는 목적이 있다면 오직 주체의 ‘자기 이익’ 뿐이다. 이러한 주관적 이성이 바로 ‘도구적 이성’이다.
이에 반해 객관적 이성은 전통적으로 생각되었던 이성의 개념이다. 객관적 이성은 주체의 관심과 별개로 인간이 추구할 목적이나 목표가 있다고 믿는다. 그리고 객관적 이성은 그러한 목적과 관계할 능력을 갖고 있다. 플라톤의 이데아론이 대표적인 객관적 이성의 철학이다.
근대 이후 주관적 이성이 전면에 나서게 되는데, 그에 따라 인간은 목적과 관계할 능력을 잃게 되거나 목적을 무시하게 된다. 인간이 따를 만한 원칙이 없는 상황인 것이다. 인간의 이성은 실험실의 절차에 따라 대상을 분류하고 계산하는 도구로 쓰일 뿐이다. 실증주의와 실용주의 사조가 이러한 주관적 이성을 대변하는 철학이다. 정의, 자유, 평등과 같이 과거에 인간이 추구할 보편적 개념이라고 여겨졌던 것들도 이제는 그 자체로서 내용을 담지 못한 도구적 개념으로 이용된다. 인간의 이성과 개념은 이제 지배 계급의 주장을 정당화하고 현실의 모순을 은폐하는 이데올로기로 작용할 가능성이 커진다.
하지만 객관적 이성의 철학 역시 독단론에 빠지기 쉽다는 나름의 한계를 가지고 있다. 따라서 이전의 객관적 이성으로 단순히 되돌아가려는 시도는 퇴보이다. 호르크하이머에 따르면 이성은 내적인 자기비판을 통해 이러한 상황을 극복해야 한다. 현대 사회는 객관적 이성을 다시 불러와서 주관적 이성과 서로 비판하고 조화를 이루도록 해야 하는 시대이다.

## 《도구적 이성 비판》이 비판이론에서 차지하는 위치
호르크하이머는 프랑크푸르트 학파, 또는 비판이론의 이념을 주도적으로 정립한 사람이다. 그는 현실을 무조건 긍정하는 사상은 모순을 은폐하는 역할을 한다고 보았다. 그는 비판이론의 역할이 이러한 모순을 드러내고 “정복과 지배에 저항하며 고통과 굴욕의 지옥을 통과한” 사람들의 목소리를 전달하는 데 있다고 말한다.
호르크하이머는 《도구적 이성 비판》을 통해, 현대 사회의 모순이 도구적 이성의 전면화에서 시작되었다는 점을 지적한다. 그리고 그는 도구적 이성의 상승이 어떻게 자연과 인간 자신을 사물화하고 지배하는지 밝혀나간다. 《도구적 이성 비판》이 현대 사회의 문제점을 진단하고 그 원인을 밝히고 있다는 점에서 비판이론의 기본 이념과 방향을 제시한 주요 저작이라고 할 수 있겠다.